# ズデニェク・グリゲラ
ズデニェク・グリゲラ（Zdeněk GRYGERA, 1980年5月14日 - ）は、チェコスロバキア（現チェコ）ズリーン州クロミェジージュ郡 (Okres Kroměříž) プジーレピ (Přílepy) 出身の元サッカー選手。ポジションはディフェンダー（センターバック、右サイドバック）。チェコ代表でもプレーした。

## 経歴

### チェコ時代
TJホレショフおよびFCテスコマ・ズリーンの下部組織出身で、1997年にテスコマ・ズリーンのトップチームに昇格、20試合に出場し1得点を挙げた。1998年にFKドルノヴィツェに移籍し、2シーズンで54試合に出場して3得点を挙げた。ドルノヴィツェでのプレーとUEFA U-21欧州選手権2000でのパフォーマンスにより知名度が上がり、他クラブの関係者が注目するようになった。このときグリゲラに注目したクラブのひとつであるACスパルタ・プラハに2000年に移籍した。
移籍初年度の2000-01シーズンは15試合に出場し、ガンブリヌス・リガ優勝を経験した。またUEFAチャンピオンズリーグ 2000-01でも5試合に出場した。2002-03シーズンにも2度目のリーグ優勝を経験した。シーズン終了後、オランダ・エールディヴィジ所属のアヤックス・アムステルダムに4年契約で移籍した。同オフにASローマへと移籍したクリスティアン・キヴと入れ替わるかたちとなり、移籍金は350万ユーロであった。

### アヤックス
アヤックス移籍初年度の2003-04シーズンは、膝の負傷により20試合の出場に終わったものの、エールディヴィジ優勝を経験した。アヤックスには2007年までの4シーズン在籍し、その間、リーグ優勝1回、オランダ・カップおよびオランダ・スーパーカップ優勝を2回ずつ経験した。2007年、移籍金なしでイタリア・レガ・カルチョ所属のユヴェントスFCと5年契約を交わし、移籍した。

### ユヴェントス
2007年9月23日、セリエA2007-08シーズン第4節ASローマ戦で、ユヴェントスの選手として公式戦に初出場した。翌2008年3月9日開催の第27節ジェノアCFC戦にて、ユヴェントスにおける初得点を挙げた。シーズン当初はチームへの適合に手間取る時期もあったが、24試合に出場しシーズンを終えた。2008-09シーズンは8月13日のUEFAチャンピオンズリーグの3次予選ラウンド第1戦FCアルトメディア・ペトルジャルカ戦が初出場となったが、この試合では前半16分で交代している。
2008年9月13日のリーグ戦第12節ジェノアCFC戦でユヴェントスでの2得点目を、翌2009年4月18日開催の第32節インテルナツィオナーレ・ミラノ戦で3得点目を挙げた。この得点は後半終了間際の91分、セバスティアン・ジョヴィンコが左サイド側から蹴ったコーナーキックをインテルのゴールキーパージュリオ・セザルの背後でヘディングで合わせたものであった。

### フラム
2011年8月30日、契約期間を1年残してユヴェントスを退団し、イングランドプレミアリーグ所属のフラムFCと1年契約を結んだが、同年11月、トッテナム・ホットスパーFC戦の最中に前十字靭帯を断裂した。
2012年12月6日、靭帯断裂後、以前のコンディションに戻すことは難しいと判断し、現役引退を公表した。

### 代表

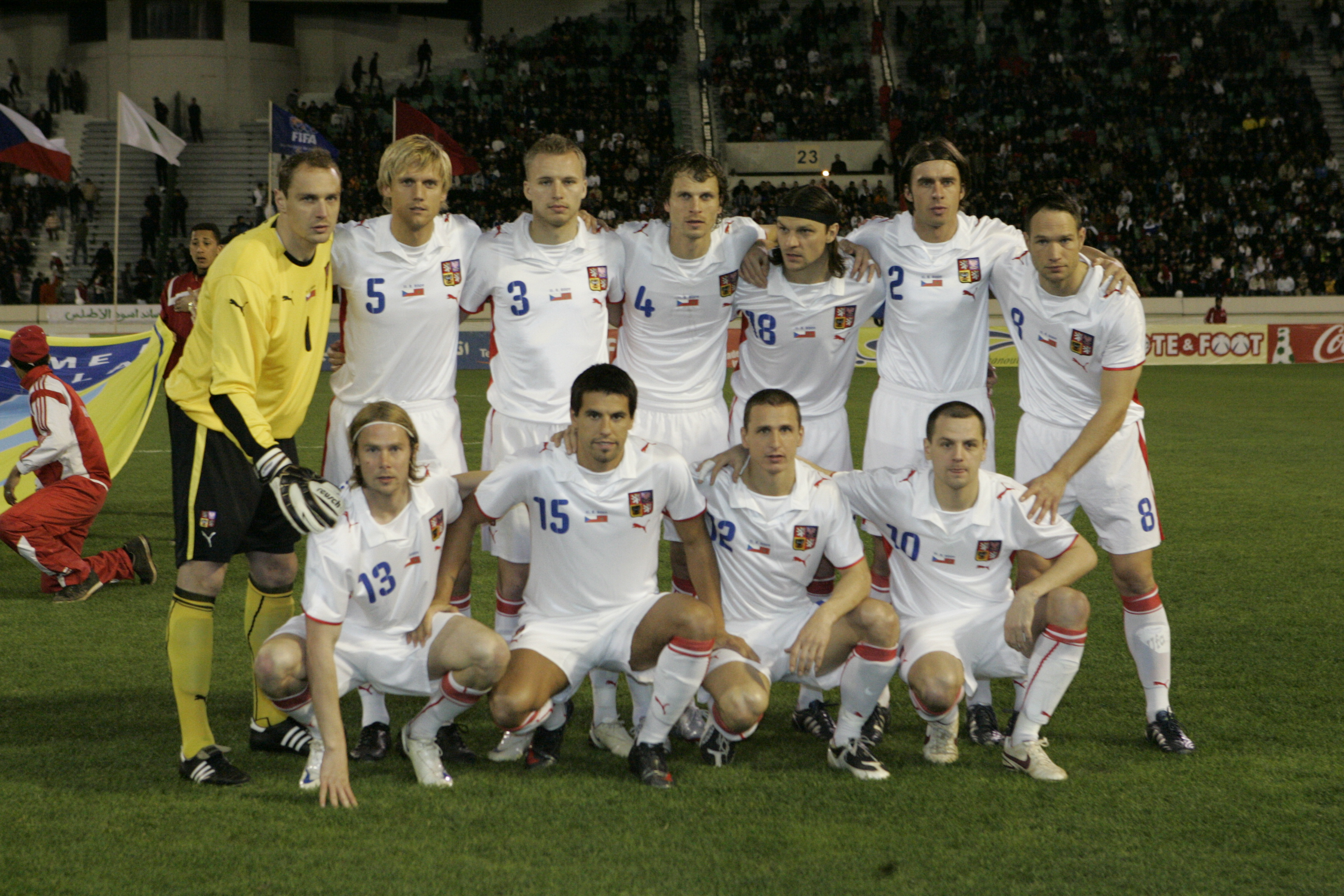
2009年に行われたモロッコとの試合にて。後列右から2人目がグリゲラ。

2001年8月、韓国との国際親善試合でフル代表にデビュー。2003年2月に行われたフランスとの国際親善試合で代表初得点を挙げた。UEFA EURO 2008予選のスロバキア戦で代表における2得点目を挙げた。FIFAワールドカップへは1回 (2006年) 、UEFA欧州選手権へは2004年・2008年の2度出場歴がある。欧州選手権では、その2大会とも右サイドバックのレギュラーとしてプレーし、特にEURO 2004ではベスト4進出に貢献した。

## プレースタイル
最終ラインならセンターバック、両サイドバックを難なくこなせる選手。筋骨隆々の屈強なディフェンダーではなく、鋭い読みによるインターセプトや駆け引きによって相手のFWと対峙する。また、サイドバックでのプレーとしては守備的ではなく攻撃的に振る舞い、積極的な攻め上がりを見せる。

## 代表歴

### 出場大会
- U-21チェコ代表

2000年 - UEFA U-21欧州選手権2000（準優勝）
2002年 - UEFA U-21欧州選手権2002（優勝）
- チェコ代表

2004年 - UEFA EURO 2004（ベスト4）
2006年 - 2006 FIFAワールドカップ（グループステージ敗退）
2008年 - UEFA EURO 2008（グループステージ敗退）

### 試合数
- 国際Aマッチ 65試合2得点（2001年 - 2009年）[10]

| チェコ代表 | 国際Aマッチ | 国際Aマッチ |
| 年         | 出場        | 得点        |
| ---------- | ----------- | ----------- |
| 2001       | 5           | 0           |
| 2002       | 6           | 0           |
| 2003       | 7           | 1           |
| 2004       | 11          | 0           |
| 2005       | 9           | 0           |
| 2006       | 10          | 0           |
| 2007       | 3           | 1           |
| 2008       | 8           | 0           |
| 2009       | 6           | 0           |
| 通算       | 65          | 2           |

## タイトル

### クラブ
ACスパルタ・プラハ
- カンブリヌス・リガ : 2回 (2000-01, 2002-03)

アヤックス・アムステルダム
- エールディヴィジ : 1回 (2003-03)
- KNVBカップ : 2回 (2005-06, 2006-07)
- ヨハン・クライフ・スハール : 1回 (2005)

### 代表
U-21チェコ代表
- UEFA U-21欧州選手権 : 1回 (2002)